# Kirada
Kirada (in Brahmi: , Ki-ra-da; fl. 335–345) è considerato dalla storiografia moderna come il primo sovrano noto dei Unni Kidariti nella regione del Gandhāra, situata nel nord-ovest dell'India antica, corrispondente grosso modo all'odierno Pakistan settentrionale. È possibile che abbia regnato contemporaneamente a un altro re kidarita di nome Yosada.

## Contesto storico
Il regno di Kirada si colloca nel periodo di transizione tra la caduta dell'Impero Kushan e l'ascesa del potere dei Kidariti nella regione del Punjab centro-occidentale. La sua attività è databile attorno al 335–345 d.C., in un momento in cui i poteri locali erano in fase di riorganizzazione dopo la progressiva dissoluzione dell'autorità kushana.
Il nome di Kirada compare su numerose monete che segnano la fine dell'autorità kushana e l'inizio del dominio dei Kidariti. Su tali monete, coniate nella regione del Gandhāra, appare spesso il nome della regione stesso – Ga-ḍa-ha-ra – inciso verticalmente come monogramma nel campo destro, una pratica che si riscontra anche in emissioni di altri re, sia precedenti (come Samudragupta, dell'Impero Gupta), sia successivi (come Yasada, Peroz e il celebre Kidara).
L'associazione del nome di Samudragupta con alcune monete dell’epoca potrebbe suggerire un certo grado di suzerania gupta nella regione durante il periodo iniziale del dominio kidarita.
Kirada emise anche monete dalla zecca di Balkh, nell’odierno Afghanistan settentrionale, utilizzando il nome dell’ultimo sovrano Kushano-sasanide, Varahran I Kushanshah, databili anch’esse attorno al 340–345 d.C. Queste monete incorporano il tamga kidarita, simbolo dinastico che andò progressivamente a sostituire il tradizionale nandipada, utilizzato precedentemente dalle autorità kushane e kushano-sasanidi.

## Successione
Kirada fu probabilmente succeduto da Peroz, e successivamente da Kidara, il quale avrebbe dato il nome definitivo alla dinastia e al popolo dei Kidariti. Le emissioni monetarie di questi sovrani rappresentano le prime testimonianze di governo effettivo dopo il regno dell’ultimo imperatore kushano noto, Kipunada.